# Africa Cup Sevens Femenino 2012
La Africa Sevens Femenino de 2012 fue la cuarta edición del principal torneo de rugby 7 femenino de África.
El torneo otorgó una plaza para la Copa del Mundo de Rugby 7 de 2013.

## Fase de grupos

### Grupo A
| Equipo    | Encuentros | Encuentros | Encuentros | Encuentros | Tantos  | Tantos    | Tantos     | Puntos |
| Equipo    | jugados    | ganados    | empatados  | perdidos   | a favor | en contra | diferencia | Puntos |
| --------- | ---------- | ---------- | ---------- | ---------- | ------- | --------- | ---------- | ------ |
| Kenia     | 3          | 3          | 0          | 0          | 77      | 5         | +72        | 9      |
| Túnez     | 3          | 2          | 0          | 1          | 73      | 7         | +66        | 7      |
| Zambia    | 3          | 1          | 0          | 2          | 5       | 72        | −67        | 5      |
| Marruecos | 3          | 0          | 0          | 3          | 0       | 71        | -71        | 3      |

### Grupo B
| Equipo   | Encuentros | Encuentros | Encuentros | Encuentros | Tantos  | Tantos    | Tantos     | Puntos |
| Equipo   | jugados    | ganados    | empatados  | perdidos   | a favor | en contra | diferencia | Puntos |
| -------- | ---------- | ---------- | ---------- | ---------- | ------- | --------- | ---------- | ------ |
| Uganda   | 2          | 2          | 0          | 0          | 34      | 5         | +29        | 6      |
| Senegal  | 2          | 1          | 0          | 1          | 7       | 27        | -20        | 4      |
| Zimbabue | 2          | 0          | 0          | 2          | 10      | 19        | −9         | 2      |

## Fase Final

### Copa de oro
|  | Semifinales | Semifinales | Semifinales |       |       | Copa  | Copa | Copa |  |
|  |             |             |             |       |       |       |      |      |  |
|  |             |             |             |       |       |       |      |      |  |
|  | Túnez       | Túnez       | 19          |       |       |       |      |      |  |
|  | Túnez       | Túnez       | 19          |       |       |       |      |      |  |
|  | Uganda      | Uganda      | 5           |       |       |       |      |      |  |
|  | Uganda      | Uganda      | 5           |       | Túnez | Túnez | 14   |      |  |
|  |             |             |             |       | Túnez | Túnez | 14   |      |  |
|  |             |             | Kenia       | Kenia | 10    |       |      |      |  |
|  | Kenia       | Kenia       | Kenia       | Kenia | 10    | 7     |      |      |  |
|  | Kenia       | Kenia       |             |       |       | 7     |      |      |  |
|  | Senegal     | Senegal     | 0           |       |       |       |      |      |  |
|  | Senegal     | Senegal     | 0           |       |       |       |      |      |  |
|  |             |             |             |       |       |       |      |      |  |

| Bandera de Túnez |
| Campeón Túnez    |
| Primer título    |